# Campylopus lamellinervis
Campylopus lamellinervis är en bladmossart som beskrevs av Mitten 1869. Campylopus lamellinervis ingår i släktet nervmossor, och familjen Dicranaceae. Inga underarter finns listade i Catalogue of Life.